# Serra da Raiz
Serra da Raiz is een gemeente in de Braziliaanse deelstaat Paraíba. De gemeente telt 3.198 inwoners (schatting 2009).